# Labeo nunensis
Labeo nunensis és una espècie de peix cipriniforme de la família dels ciprínids.

## Morfologia
Els mascles poden assolir els 29,1 cm de longitud total.

## Distribució geogràfica
Es troba al riu Sanaga (Camerun, Àfrica).